# Trioza miltosoma
Trioza miltosoma är en insektsart som först beskrevs av Blanchard 1852.  Trioza miltosoma ingår i släktet Trioza och familjen spetsbladloppor. Inga underarter finns listade i Catalogue of Life.